# Misson (Nottinghamshire)
 (août 2023).
Pour les articles homonymes, voir Misson (homonymie).
Misson est une paroisse civile et un village du Nottinghamshire, en Angleterre.